# Vojvodstvo Benevento
Vojvodstvo Benevento je bila srednjovjekovna država na Apeninskom poluotoku na prostoru Kampanije i susjednih pokrajina. Postojala je od 570. do 1077. godine. Bila je apsolutna monarhija koja je na čelu imala izbornog vojvodu.
Glavni joj je grad bio gradić Benevento na jugu Apeninskog poluotoka. 

## Povijest
Nakon pada Rimskog Carstva, Istočni Goti i Bizant borili su se za prevlast u području Umbrije. 
Godine 568. Langobardi su pod vodstvom kralja Alboina zajedno s ostalim germanskim saveznicima prodrli u sjevernu Italiju. Područje je bilo samo nekoliko godina u potpunom miru, a proživjelo je strahotu tijekom Gotskog rata. Lokalne rimske snage bile su slabe, a nakon što su zauzeli nekoliko gradova, Langobardi su 569. osvojili Milano. Nakon trogodišnje opsade zauzeli su Paviju 572. i pretvorili je u svoju prijestolnicu svog kraljevstva. U narednim godinama zauzeli su Toskanu. Ostali, pod vojvodom (duxom; v. dux (Langobardi)) Faroaldom i Zottom, prodrli su u središnju i južnu Italiju. 570. su zauzeli važno čvorište Spoleto pa su ondje uspostavili Vojvodstvo Spoleto (Faroald) te južnije uz jadransku obalu Vojvodstvo Benevento.  Ipak, nakon Alboinova ubojstva 573. Langobardi su se podijelili u nekoliko autonomnih vojvodstava. Spoletsko i Beneventsko vojvodstvo zajedno su činili Malu Langobardiju.
Prestalo je postojati 1077. godine, a zadnji je vladar bio Landolf VI.